# Campeonato Chileno de Futebol de 1987 - Segunda Divisão
O Campeonato Chileno de Futebol de Segunda Divisão de 1987 foi a 36ª edição do campeonato do futebol do Chile, segunda divisão, no formato "Primera B". Em turno e returno os 28 clubes jogam em dois grupos (Norte e Sul). O campeão de cada grupo vai a final - ambos são promovidos, juntamente com o vencedor da partida entre os dois segundos colocados, para o Campeonato Chileno de Futebol de 1988. Os dois últimos colocados de cada grupo, juntamente com o perdedor do jogo dos dois antepenúltimos, eram rebaixados para o Campeonato Chileno de Futebol de 1988 - Terceira Divisão.

## Participantes
| Equipe                              | Cidade                     | Região                           | No ano anterior                                                      | Estádio                                       | Capacidade | Títulos        | Participações |
| ----------------------------------- | -------------------------- | -------------------------------- | -------------------------------------------------------------------- | --------------------------------------------- | ---------- | -------------- | ------------- |
| Deportes Iberia                     | Los Ángeles                | Região de Bío-Bío                | Oitavo Lugar (Zona Sul)                                              | Estádio Municipal de Los Ángeles              | 5.000      | 0 (não possui) | 33            |
| Deportes Linares                    | Linares                    | Região de Maule                  | Sétimo Lugar (Zona Sul)                                              | Estádio Fiscal de Linares                     | 7.000      | 0 (não possui) | 27            |
| Club de Deportes Malleco Unido      | Angol                      | Região de Araucanía              | Décimo Lugar (Zona Sul)                                              | Estádio Municipal Alberto Larraguibel Morales | 4.000      | 0 (não possui) | 14            |
| Club de Deportes Ovalle             | Ovalle                     | Região de Coquimbo               | Nono Lugar (Zona Norte)                                              | Estádio Municipal de Ovalle                   | 8.000      | 0 (não possui) | 22            |
| Club Deportivo Provincial Osorno    | Osorno                     | Região de Los Lagos              | Décimo Lugar (Zona Sul)                                              | Estádio Municipal Rubén Marcos Peralta        | 12.000     | 0 (não possui) | 5             |
| Club de Deportes Puerto Montt       | Puerto Montt               | Região de Los Lagos              | Décimo Primeiro Lugar (Zona Sul)                                     | Estádio Regional de Chinquihue                | 5.300      | 0 (não possui) | 5             |
| Club de Deportes Valdivia           | Valdivia                   | Região de Los Lagos              | Quarto Lugar (Zona Sul)                                              | Estádio Parque Municipal de Valdivia          | 5.300      | 0 (não possui) | 5             |
| Club Provincial Curicó Unido        | Curicó                     | Região de Maule                  | Terceiro Lugar (Zona Sul)                                            | Estádio La Granja                             | 8.000      | 0 (não possui) | 12            |
| Unión Santa Cruz                    | Santa Cruz                 | Região de O'Higgins              | Nono Lugar (Zona Sul)                                                | Estádio Municipal Joaquín Muñoz García        | 4.500      | 0 (não possui) | 5             |
| Club Deportivo Quintero Unido       | Quintero                   | Região de Valparaíso             | Oitavo Lugar (Zona Norte)                                            | Estádio Municipal Raúl Vargas Verdejo         | 10.000     | 0 (não possui) | 5             |
| Club de Deportes Coquimbo Unido     | Coquimbo                   | Região de Coquimbo               | Segundo Lugar (Zona de Ascenso)                                      | Estádio La Pampilla                           | ---        | 2 (1962, 1977) | 21            |
| Cobreandino                         | Los Andes                  | Região de Valparaíso             | Quarto Lugar (Zona de Ascenso)                                       | Estádio Regional de Los Andes                 | 2.500      | 1 (1985)       | 30            |
| Club de Deportes Antofagasta        | Antofagasta                | Região de Antofagasta            | Sétimo Lugar (Zona Norte)                                            | Estádio Regional de Antofagasta               | 26.339     | 1 (1968)       | 10            |
| Club de Deportes La Serena          | La Serena                  | Região de Coquimbo               | Nono Lugar (Zona Norte)                                              | Estádio La Portada                            | 18.500     | 1 (1957)       | 13            |
| Club de Deportes Santiago Wanderers | Valparaíso                 | Região de Valparaíso             | Sexto Lugar (Zona Norte)                                             | Estádio Elías Figueroa Brander                | 23.000     | 1 (1978)       | 6             |
| Club de Deportes Regional Atacama   | Copiapó                    | Região de Atacama                | Quinto Lugar (Zona Norte)                                            | Estádio Luis Valenzuela Hermosilla            | 8.000      | 0 (não possui) | 5             |
| Club de Deportes Unión La Calera    | La Calera                  | Região de Valparaíso             | Décimo Segundo Lugar (Zona Norte)                                    | Estádio Municipal Nicolás Chahuán Nazar       | 10.000     | 2 (1961, 1984) | 19            |
| Club Deportivo Arica                | Arica                      | Região de Tarapacá               | Quinto Lugar (Zona de Ascenso)                                       | Estádio Carlos Dittborn                       | 10.000     | 1 (1981)       | 6             |
| O'Higgins Fútbol Club               | Rancagua                   | Região de O'Higgins              | Terceiro Lugar (Zona de Ascenso)                                     | Estádio El Teniente                           | 14.550     | 1 (1964)       | 4             |
| Club de Deportes Laja               | Laja                       | Região de Bío-Bío                | Sexto Lugar (Zona Sul)                                               | Estádio Facela                                | 3.000      | 0 (não possui) | 4             |
| Club de Deportes Ñublense           | Chillán                    | Região de Bío-Bío                | Décimo Segundo Lugar (Zona Sul)                                      | Estádio Bicentenário Municipal Nelson Oyarzún | 12.000     | 1 (1976)       | 22            |
| Club de Deportes Temuco             | Temuco                     | Região de Araucanía              | Quinto Lugar (Zona Sul)                                              | Estádio Municipal Germán Becker               | 20.930     | 0 (não possui) | 4             |
| Club Deportivo Soinca Bata          | Melipilla                  | Região Metropolitana de Santiago | Décimo Primeiro Lugar (Zona Norte)                                   | Estádio Soinca Bata                           | xxxx       | 0 (não possui) | 2             |
| Iván Mayo Club de Fútbol            | Villa Alemana              | Região de Valparaíso             | Acesso pelo Campeonato Chileno de Futebol de 1986 - Terceira Divisão | Estádio Ítalo Composto Scarpatti              | 3.000      | 0 (não possui) | 2             |
| Club Deportivo General Velásquez    | San Vicente de Tagua Tagua | Região de O'Higgins              | Acesso pelo Campeonato Chileno de Futebol de 1986 - Terceira Divisão | Estádio Municipal Augusto Rodríguez           | 3.000      | 0 (não possui) | 3             |
| Club de Deportes Unión San Felipe   | San Felipe                 | Região de Valparaíso             | Rebaixado do Campeonato Chileno de Futebol de 1986                   | Estádio Municipal de San Felipe               | 18.500     | 1 (1970)       | 15            |
| Club Deportivo Magallanes           | Maipú                      | Região Metropolitana de Santiago | Rebaixado do Campeonato Chileno de Futebol de 1986                   | Estádio Independência                         | 13.500     | 0 (não possui) | 5             |
| Audax Club Sportivo Italiano        | La Florida                 | Região Metropolitana de Santiago | Rebaixado do Campeonato Chileno de Futebol de 1986                   | Estádio Municipal de La Florida               | 12.000     | 0 (não possui) | 6             |

## Campeão
| Campeão Chileno Segunda Divisão 1987                       |
| ---------------------------------------------------------- |
| Club de Deportes La Serena (La Serena) (2º título) Campeão |